# Royal Dinant Football Club
Maillots
Dernière mise à jour : 3 août 2017.
Le Royal Dinant Football Club est un club de football belge situé à Dinant, en province de Namur. Le club porte le matricule 1657 et évolue en deuxième provinciale lors de la saison 2017-2018. Au cours de son Histoire, le club a disputé 18 saisons dans les divisions nationales belges, dont 1 en Division 3, le plus haut niveau qu'il ait atteint. Le club joue ses matches à domicile au stade de la Citadelle et porte les couleurs bleu et blanc.

## Histoire
Le Dinant Football Club est fondé au début de l'année 1930 et s'affilie à l'Union Belge le 20 mai 1930. Il reçoit le matricule 1657 et est versé au plus bas niveau régional. Le club évolue dans les séries régionales et provinciales namuroises durant trois décennies. Le 27 mai 1955, il est reconnu « Société Royale » et prend le nom de Royal Dinant Football Club. Sept ans plus tard, il remporte le titre provincial et est promu pour la première fois de son Histoire en Promotion, le quatrième et dernier niveau national.
Pour sa première saison en Promotion, le RFC Dinant parvient à se maintenir juste au-dessus de la zone de relégation. La suivante est moins bonne pour le club, qui termine avant-dernier et doit retourner en première provinciale. Il revient en nationales en 1967 et se maintient dans le ventre mou du classement durant quatre saisons. À partir de la saison 1971-1972 les résultats s'améliorent et le club joue la tête du championnat. Il termine troisième cette année-là, puis deuxième l'année suivante après avoir remporté un test-match face au CS Stavelotain. Grâce à l'élargissement de la première division à 20 clubs pour la saison suivante, quatre places supplémentaires sont disponibles en Division 3, ce qui permet aux deuxièmes de chaque série de Promotion de monter au niveau supérieur.
La différence de niveau est trop importante pour Dinant, le club ne pouvant se maintenir en troisième division plus d'un an. De retour en Promotion, il vit une première saison difficile puis rejoue de nouveau la tête du classement. Il finit trois fois troisième en quatre saisons entre 1976 et 1979 et loupe notamment la montée de peu en 1978, à un point du champion, Ferrières. Le club passe encore trois saisons tranquilles dans le milieu de classement mais vit ensuite une saison 1982-1983 très difficile. Il termine dernier de sa série et est relégué en provinciales après seize saisons consécutives dans les divisions nationales.
Le club n'est plus jamais remonté en nationales depuis. Les années suivantes, il chute dans la hiérarchie provinciale, disputant même quelques saisons en quatrième provinciale, le plus bas niveau du football belge. 

Lors de la saison 2023-2024, Dinant joue en troisième division provinciale namuroise.

## Résultats dans les divisions nationales
Statistiques mises à jour au 14 juin 2013

### Bilan
| Niv | Divisions     | Jouées | Titres | TM Up | TM Down |
| --- | ------------- | ------ | ------ | ----- | ------- |
| I   | 1re nationale | 0      | 0      |       |         |
| II  | 2e nationale  | 0      | 0      |       |         |
| III | 3e nationale  | 1      | 0      |       |         |
| IV  | 4e nationale  | 17     | 0      |       |         |
| V   | 5e nationale  | 0      | 0      |       |         |
|     |               |        |        |       |         |
|     | TOTAUX        | 18     | 0      | 0     | 0       |

- TM Up : test-match pour départager des égalités, ou toutes formes de Barrages ou de Tour final pour une montée éventuelle.
- TM Down : test-match pour départager des égalités, ou toutes formes de Barrages ou de Tour final pour le maintien.

### Classement saison par saison
| Ordre               | Saison  | Nom du club  | Niveau             | Classement final | Remarques     |
| ------------------- | ------- | ------------ | ------------------ | ---------------- | ------------- |
| 1                   | 1962-63 | R. Dinant FC | Promotion série A  | 12e/16           |               |
| 2                   | 1963-64 | R. Dinant FC | Promotion série D  | 15e/16           | Relégué!      |
| séries provinciales |         |              |                    |                  |               |
| 3                   | 1967-68 | R. Dinant FC | Promotion série C  | 6e/16            |               |
| 4                   | 1968-69 | R. Dinant FC | Promotion série C  | 12e/16           |               |
| 5                   | 1969-70 | R. Dinant FC | Promotion série A  | 11e/16           |               |
| 6                   | 1970-71 | R. Dinant FC | Promotion série B  | 12e/16           |               |
| 7                   | 1971-72 | R. Dinant FC | Promotion série B  | 3e/16            |               |
| 8                   | 1972-73 | R. Dinant FC | Promotion série A  | 2e/16            | Promu!        |
| 9                   | 1973-74 | R. Dinant FC | Division 3 série B | 15e/16           | Relégué!      |
| 10                  | 1974-75 | R. Dinant FC | Promotion série C  | 11e/16           |               |
| 11                  | 1975-76 | R. Dinant FC | Promotion série D  | 3e/16            |               |
| 12                  | 1976-77 | R. Dinant FC | Promotion série D  | 8e/16            |               |
| 13                  | 1977-78 | R. Dinant FC | Promotion série A  | 3e/16            | [ saisons 2 ] |
| 14                  | 1978-79 | R. Dinant FC | Promotion série D  | 3e/16            |               |
| 15                  | 1979-80 | R. Dinant FC | Promotion série D  | 5e/16            |               |
| 16                  | 1980-81 | R. Dinant FC | Promotion série C  | 11e/16           |               |
| 17                  | 1981-82 | R. Dinant FC | Promotion série B  | 7e/16            |               |
| 18                  | 1982-83 | R. Dinant FC | Promotion série C  | 16e/16           | Relégué!      |
| séries provinciales |         |              |                    |                  |               |